# Psykoteknik
Psykoteknik är det område inom psykologi som söker uppnå största möjliga effektivitet genom att använda kunskaper inom psykologi.
Psykoteknik har utvecklats inom uppfostran, rättskipning, medicin och näringslivet. Disciplinen söker påvisa de egenskaper och anlag som ett yrke kräver av en människa. I anslutning till det har man utformat psykotekniska prov. Psykoteknik har även påverkat inom annonsering och reklam.
I Psychologie und Wirtschaftsleben har Hugo Münsterberg dragit upp riktlinjerna för den psykotekniska forskningen. 
- Hur skall man finna de mest psykiskt lämpade människorna till en viss arbetsuppgift.
- Vilka psykologiska förhållanden krävs för bästa möjliga arbetsresultat av envar.
- Hur utövar man bäst kontroll över människor i näringslivets intresse.

Syftet var att lyfta fram de lämpligaste personerna och förmå honom/henne att genomföra bästa möjliga arbete för att säkra största möjliga resultat. I hans efterföljd har lämplighetsprövningar, produktivitetsundersökningar och marknadsföringspsykologi utvecklats.